# ميرا حطيط
ميرا حسن حطيط هي لاعبة كرة قدم لبنانية، من مواليد 20 سبتمبر 2000، تلعب لنادي لندن سيوارد الإنجليزي، انضمت إلى نادي الصفاء الرياضي للسيدات في 2019؛ لعبت 10 مباريات في موسم 2019-20. ثم قررت بعد ذلك مغادرة النادي للانضمام إلى نادي لندن سيوارد في دوري السيدات الوطني لكرة القدم في الدرجة الرابعة قبل موسم 2022–23.

## روابط خارجية
- ميرا حطيط على موقع كووورة